# Федерация футбола Франции
Федера́ция футбо́ла Фра́нции (фр. Fédération Française de Football; FFF) — французская общественная организация. Штаб-квартира находится в Париже. Занимается организацией и проведением чемпионата Франции по футболу среди мужчин (Лига 1 и Лига 2) и женщин, курированием мужской и женской сборных страны, поддержкой, развитием и популяризацией футбола.
Федерация футбола Франции образована 7 апреля 1919 года путём преобразованием Французского межсоюзного комитета спорта (фр. Comité français interfédéral (CFI), образованного в 1907 году и от имени Франции вступившего в ФИФА. Федерация футбола Франции вместе с Федерацией футбола Италии и Федерацией футбола Бельгии были инициаторами и идеологами создания УЕФА в 1954 году. Фернан Дюшосс был утверждён на должность президента Федерации футбола Франции (FFF) 18 декабря 2010 года на заседании Генеральной Ассамблеи федерации.
Федерация футбола Франции является управляющей организацией дочерних национальных футбольных федераций своих заморских владений, контролирующих выступление сборных таких стран, как:
- Гваделупа
- Французская Гвиана
- Мартиника
- Сен-Мартен
- Реюньон
- Новая Каледония
- Таити